# アティラウ
アティラウ（カザフ語: Атырау、Atyrau）は、カザフスタン共和国の都市。アティラウ州の州都。同国最大の都市アルマトイから2700km西方に位置し、ロシアのアストラハンの東方350kmにある。1991年までは、グリエフ（Гурьев、Guryev）といった。

## 地勢
ウラル川の三角州にあり、カスピ海に面した港町で、アクタウと並んでカザフスタンの主要な港湾都市である。海抜-20m。
市内を流れるウラル川がアジアとヨーロッパを隔て、1つの市がアジアとヨーロッパの2つに跨っている。
石油産業が盛んで、今日では市の人口の90%はカザフ人となった。

## 歴史
ヒヴァやブハラとの交易を専門にしていたロシア人貿易商が、ウラル川の河口に木製の砦を1645年に築いたのが町の起源である。
砦はコサックに略奪され、石の堅固な要塞に再建され、コサックからの襲撃から守るためにモスクワ大公のアレクセイは、銃兵隊を派遣した。しかし、1667年にステンカ・ラージンの手に落ち、戦略的重要性の無くなった1810年、要塞は取り壊された。

## 産業
アティラウの南350kmには、テンギス油田があり、2009年にカザフスタン・中国間石油パイプラインが建設され、中国へ石油が輸出されている（新グレート・ゲーム、真珠の首飾り戦略）。

## 友好姉妹都市
- アクタウ、カザフスタン
- オラル、カザフスタン
- アクトベ、カザフスタン
- アストラハン、ロシア
- スィクティフカル、ロシア
- アシュドッド、イスラエル
- アバディーン、イギリス